# Biên niên sử Đế quốc Ottoman
Bài này nói về Biên niên sử của Đế quốc Ottoman (1299-1922).
Xem thêm bài Biên niên sử Cộng hòa Thổ Nhĩ Kỳ, để biết về biên niên sử của nhà nước hậu thân của Đế quốc Ottoman.

## Khởi đầu (1299-1453)
- 1299: Osman I thành lập một vương quốc nhỏ bé độc lập khỏi Nhà Seljuk của Rum - Đế quốc Ottoman.

### Thế kỷ 14
- 1317: Osman I bao vây thành phố Bursa.
- 1326: Osman I mất. Con trai ông là Orhan I lên nối ngôi.
- 1326: Bursa thất thủ về tay Ottoman, Orhan I chọn nó làm thủ đô của đế quốc Ottoman.
- 1331: Quân Thổ Ottoman chiếm thành Nicaea, đổi tên nó là İznik
- 1334: Đoàn Thập tự chinh đánh bại một nhóm cướp biển Thổ Nhĩ Kỳ tại Vịnh Edremit.
- 1359: Orhan mất, Murad I lên ngôi.

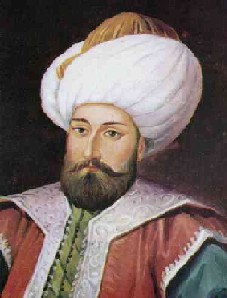
Murad I

- 1383: Bey Murad I xưng làm hoàng đế sultan của Đế quốc Ottoman.
- 1388: Quân Ottoman bị quân Serbia đánh bại trong trận Plocnik.
- 1389: Murad I đánh bại quân Serbia do hoàng tử Lazar chỉ huy trong trận Kosovo.
- 1396: Bayezid I đánh bại quân Thập tự chinh trong trận Nicopolis.

### Thế kỷ 15
- 1405: Trận Ankara, đế quốc Timurid do Timur chỉ huy đánh thắng quân Thổ Ottoman, bắt bỏ tù sultan Bayezid I. Đế quốc Ottoman bị đứt quãng.
- 1413 - 1421: Xây dựng lại đế quốc Ottoman.
- 1421: Mehmed I mất, Murad II lên nối ngôi.
- 1430: Murad II xâm chiếm Salonika.
- 1432: Mehmed II ra đời

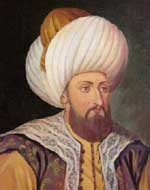
Murad II

- 1434: Xây dựng Thánh đường Hồi giáo Muradiye tại Erdine.
- 1439: Trận chiến Smederevo
- 1444: Murad II truyền ngôi cho con trai là Mehmed II, sau đó ông đánh bại liên minh các nước Tây Âu trong trận Varna.
- 1444: Do trong nước có mâu thuẫn, Murad quay trở lại nắm quyền
- 1448: Trận Kosovo lần thứ nhì: Murad II đánh bại quân Hungary do tướng János Hunyadi chỉ huy.
- 1451: Murad II mất tại Erdine, Mehmed II lên ngôi lần hai.

## Cực thịnh (1453-1683)
- 1453: Sultan Mehmed II chiếm thành phố Constantinopolis của Đế quốc Byzantine, hoàng đế Thiên Chúa giáo Byzantine Constantine XI tử thương. Đế quốc Hy Lạp Byzantine rơi vào tay Ottoman, Mehmed II xưng Caesar (hoàng đế) La Mã.

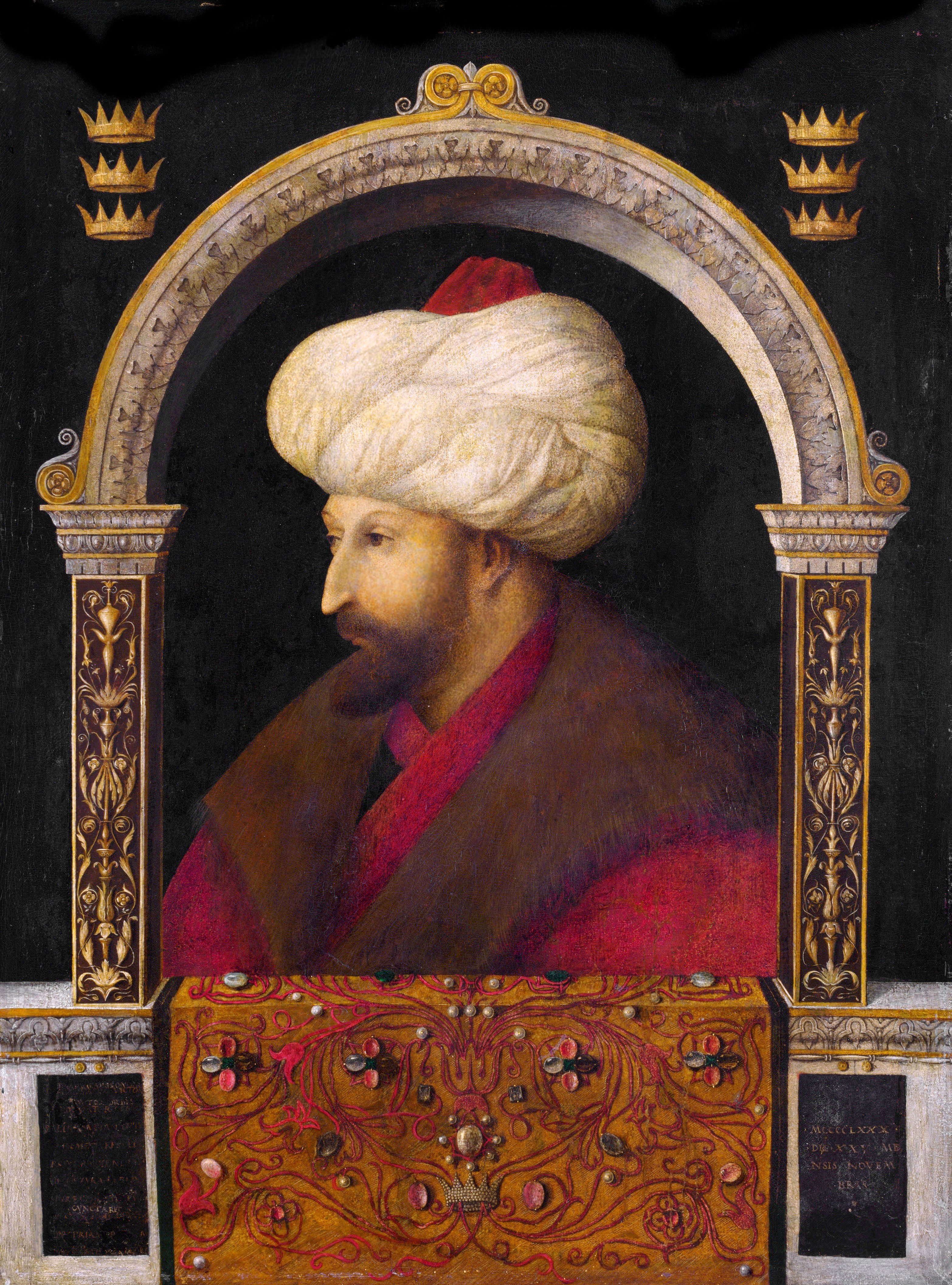
Mehmed II

- 1461: Mehmed II tiêu diệt đế quốc Trabzon.
- 1462: Mehmed II bắt đầu xây Cung điện Topkapi.
- 1473: Trận Otlukbeli
- 1475: Mehmed II chiếm thành Caffa.
- 3 tháng 5, 1481: Mehmed II mất. Con trai ông là Bayezid II lên kế vị.
- 1483: Đổi tên Constantinopolis thành Istanbul.
- 1499: Trận Zonchio

### Thế kỷ 16

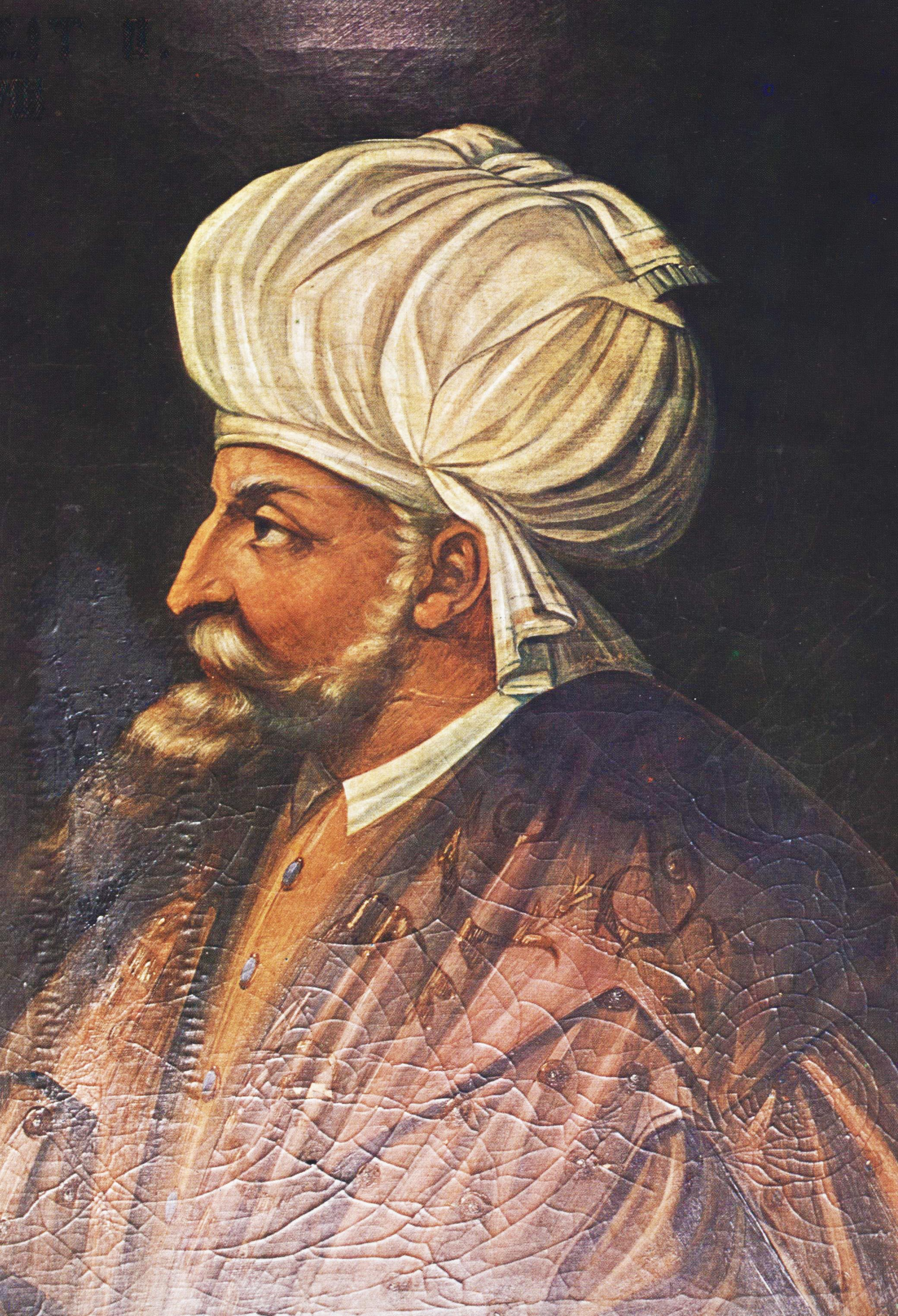
Bayezid II

- 1512: Bayezid II thoái vị, Selim I lên ngôi.
- 1514: Selim I đánh cho quân Ba Tư đại bại tại trận Chaldiran
- 1517: Khalip chính thức trở thành danh hiệu của các vua Ottoman.
- 1520: Selim I mất, Suleyman I lên ngôi.
- 1521: Sultan Suleyman I xâm chiếm Beograd.
- 1529: Cuộc bao vây thành Viên.
- Khoảng 1530-1650: Vương quốc Nữ giới.
- 1541: Suleyman I chiếm Budapest.
- 1547: Xâm chiếm hầu hết Hungary. Hungary bị chia cắt, một phần thuộc về Ferdinand I của Đức.

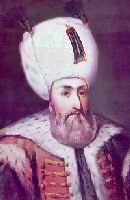
Suleyman I

- 1566: Suleyman I mất, Selim II lên nối ngôi
- 1569: Dập tắt vụ cháy lớn Istanbul.
- 1569: Chiến dịch Indonesia
- 1570: Xâm lăng Yemen.
- 1571: Đế chế Ottoman chiếm đảo Síp.
- 1571: Đại Hãn Krym Devlet Giray tấn công Moskva.
- 1571: Hải quân Tây Ban Nha và Venezia đánh bại Ottoman tại Lepanto.
- 1574: Chiếm lại Tunisia từ tay Tây Ban Nha.

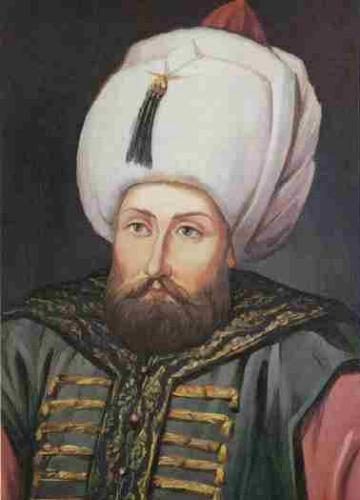
Selim II

- 1574: Selim II mất, Murad III lên nối ngôi.
- 1578: Quân Ottoman xâm lược Ba Tư.

### Thế kỷ 17
- 1609: Ahmed I bắt đầu cho xây dựng Thánh đường Xanh.
- 1622: Chiến tranh Ottoman-Iran (1622-1639) bùng nổ.
- 1623: Mustafa I bị lật đổ, Murad IV nối ngôi.

- 1635: Murad IV xâm lăng Lưỡng Hà.

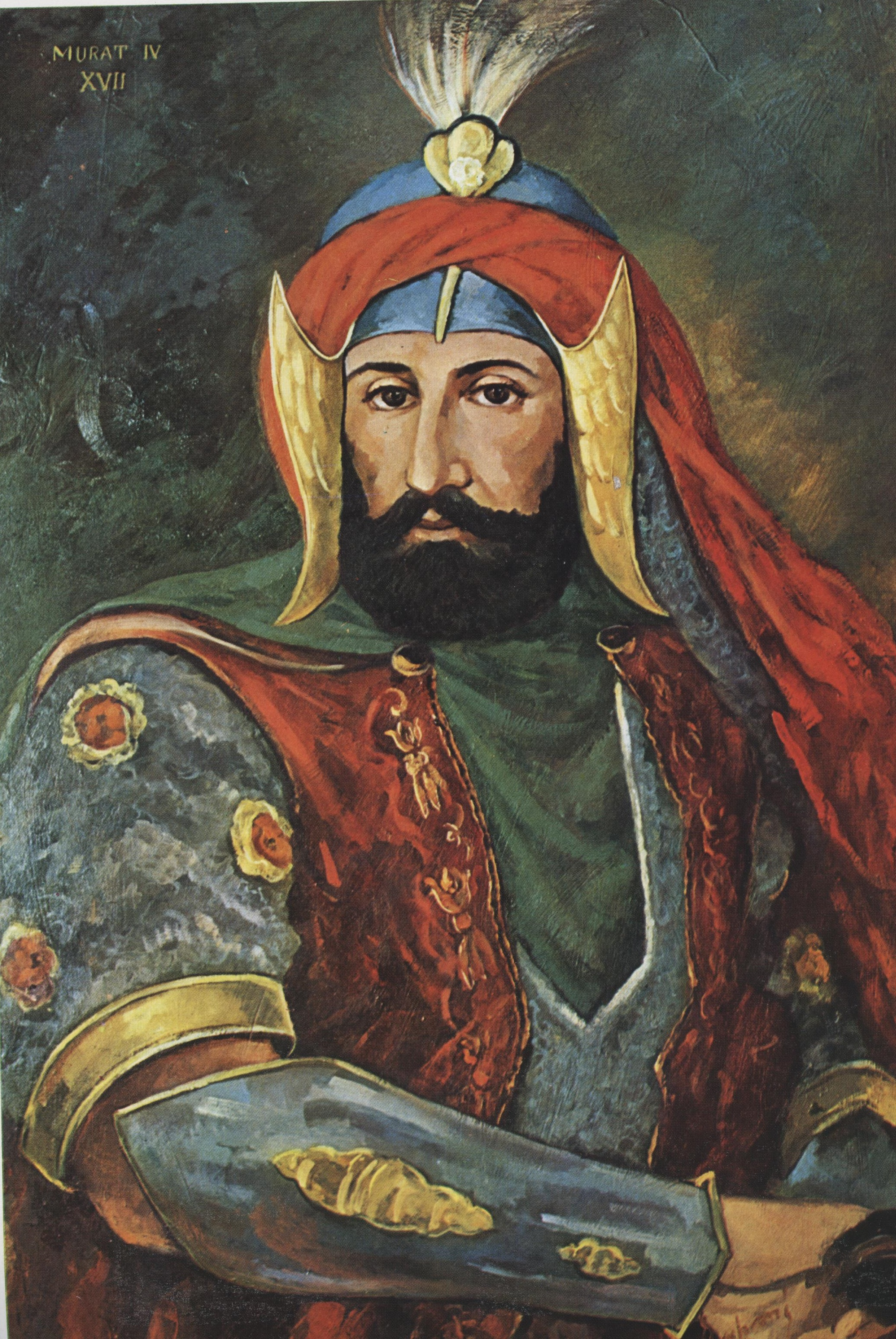
Murad IV

- 1638: Cuộc bao vây Bagdad - quân Ottoman chiếm được Bagdad từ tay người Ba Tư.
- 1639: Ký hòa ước với Ba Tư.
- 1648: Mehmed IV lên nắm quyền.
- 1656-khoảng 1676: Các cải cách của các tể tướng thuộc dòng họ Köprülü.

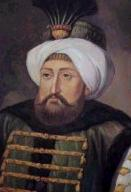
Mehmed IV

- 1683: Bao vây Wien lần thứ hai.

## Trì trệ (1683-1827)
- 1686: Hungary bị quân Habsburg tấn công và chiếm đóng dần dần.
- 1687: Mehmed IV bị hạ bệ, em là Suleyman II nối ngôi.
- 1687: Trận Mohács.
- 1688: Beograd rơi vào tay quân Habsburg
- 1690: Quân Ottoman chiếm lại Beograd

- 1691: Trận Slankamen
- 1695: Trận Zenta

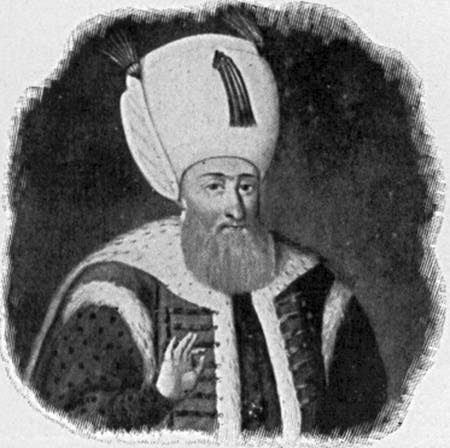
Suleyman II

- 1699: Ottoman nhượng Hungary cho đế quốc La Mã Thần thánh châu Âu theo hiệp ước Karlowitz.

### Thế kỷ 18
- 1711: Quân đội của Ahmed III đánh cho Pyotr Đại đế của Nga đại bại tại trận Pruth.
- 1718: Ký kết hiệp định Passarowitz.
- 1757: Osman III mất, Mustafa III lên nối ngôi

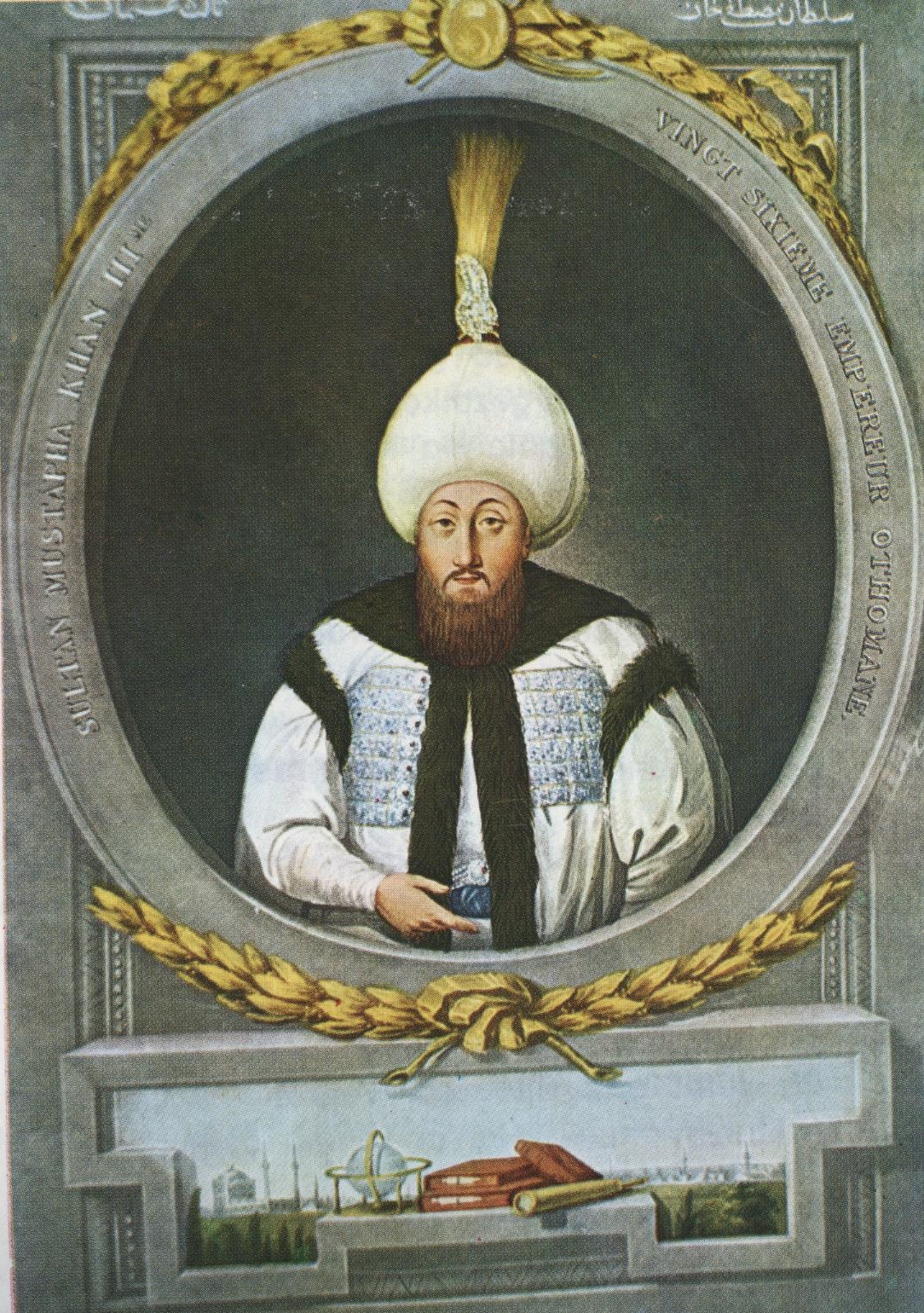
Mustafa III

- 1768: Chiến tranh Nga-Thổ Nhĩ Kỳ bùng nổ
- 1770: Khởi nghĩa Orlov
- 1774: Mustafa III mất, em là Abdul Hamid I lên nối ngôi.
- 1789: Selim III lên ngôi, một nhà cải cách lớn.

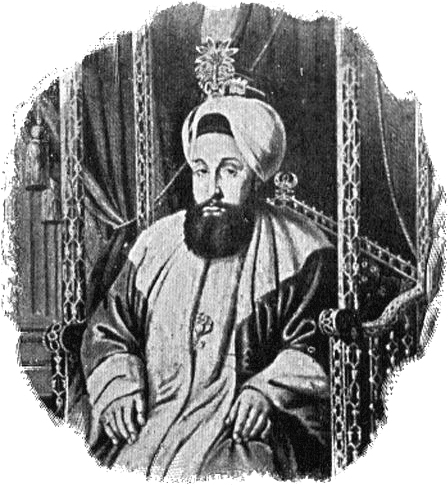
Selim III

### Thế kỷ 19
- 1807: Selim III bị truất phế.
- 23 tháng 4 năm 1813: Cuộc khởi nghĩa Serbia lần thứ hai: Dân Serbia nổi dậy.
- 1821: Cuộc chiến tranh giành độc lập Hy Lạp bắt đầu.

## Suy vong (1828-1908)
- 1830: Thực dân Pháp xâm chiếm Algérie.
- 21 tháng 7 năm 1832: Thành lập Vương quốc Hy Lạp.
- 1839: Abdul Mejid I đề xướng kế hoạch cải tổ Tanzimat.
- 4 tháng 10 năm 1853: Chiến tranh vùng Krym, đế quốc Ottoman cùng với đồng minh Đế quốc Anh, Đệ nhị đế chế (Pháp) và Vương quốc Sardegna đánh bại Đế quốc Nga.
- 5 tháng 2 năm 1862: Các công quốc Moldavia, Wallachia và Transilvania thống nhất dưới nhà nước România tự trị.
- 24 tháng 4 năm 1877: Chiến tranh Nga-Thổ Nhĩ Kỳ (1877-1878) bùng nổ.
- 3 tháng 3 năm 1878: Hiệp ước San Stefano đã được ký kết giữa Ottoman và Nga. Romania và Serbia độc lập. Công quốc Bulgaria độc lập trên danh nghĩa Ottoman bảo hộ.
- 4 tháng 6 năm 1878: Anh chiếm đảo Síp.
- 1881: Quân Pháp đô hộ Tunis.
- 1882: Quân Anh chiếm Ai Cập.
- 6 tháng 9 năm 1885: Tỉnh Đông Rumelia được nhượng cho Bulgaria.

### Thế kỷ 20

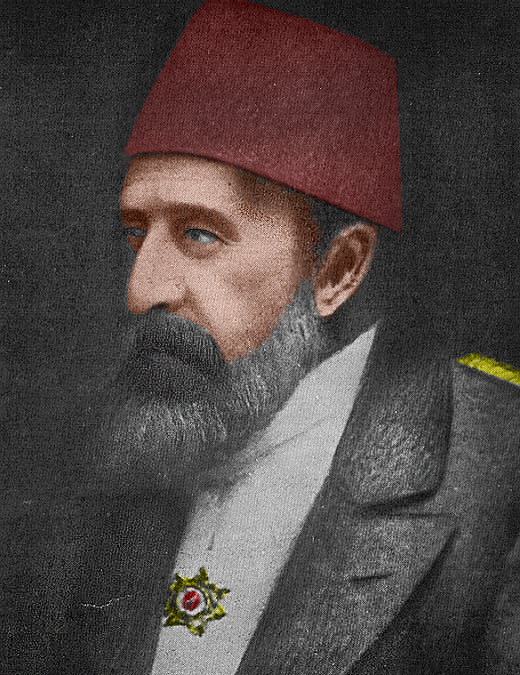
Abdul Hamid II

## Tan rã (1908-1922)
- 1908: Bosnia được nhượng lại cho đế quốc Áo-Hung.
- 5 tháng 10, 1908: Bulgaria hoàn toàn độc lập.
- 1909: Cuộc cách mạng của nhóm thanh niên Thổ lật đổ sultan Abdul Hamid II, đưa em ông là Mehmed V lên ngôi. Những thanh niên này hiện đại hóa nước Thổ.
- 1912: Quân Ý xâm lược Libya. Đế chế Ottoman chấm dứt 340 năm cai quản Bắc Phi.
- 28 tháng 11 năm 1912: Chiến tranh Balkan I:Albania tuyên bố độc lập.
- 17 tháng 5 năm 1913: Mất hầu hết lãnh thổ ở Châu Âu.

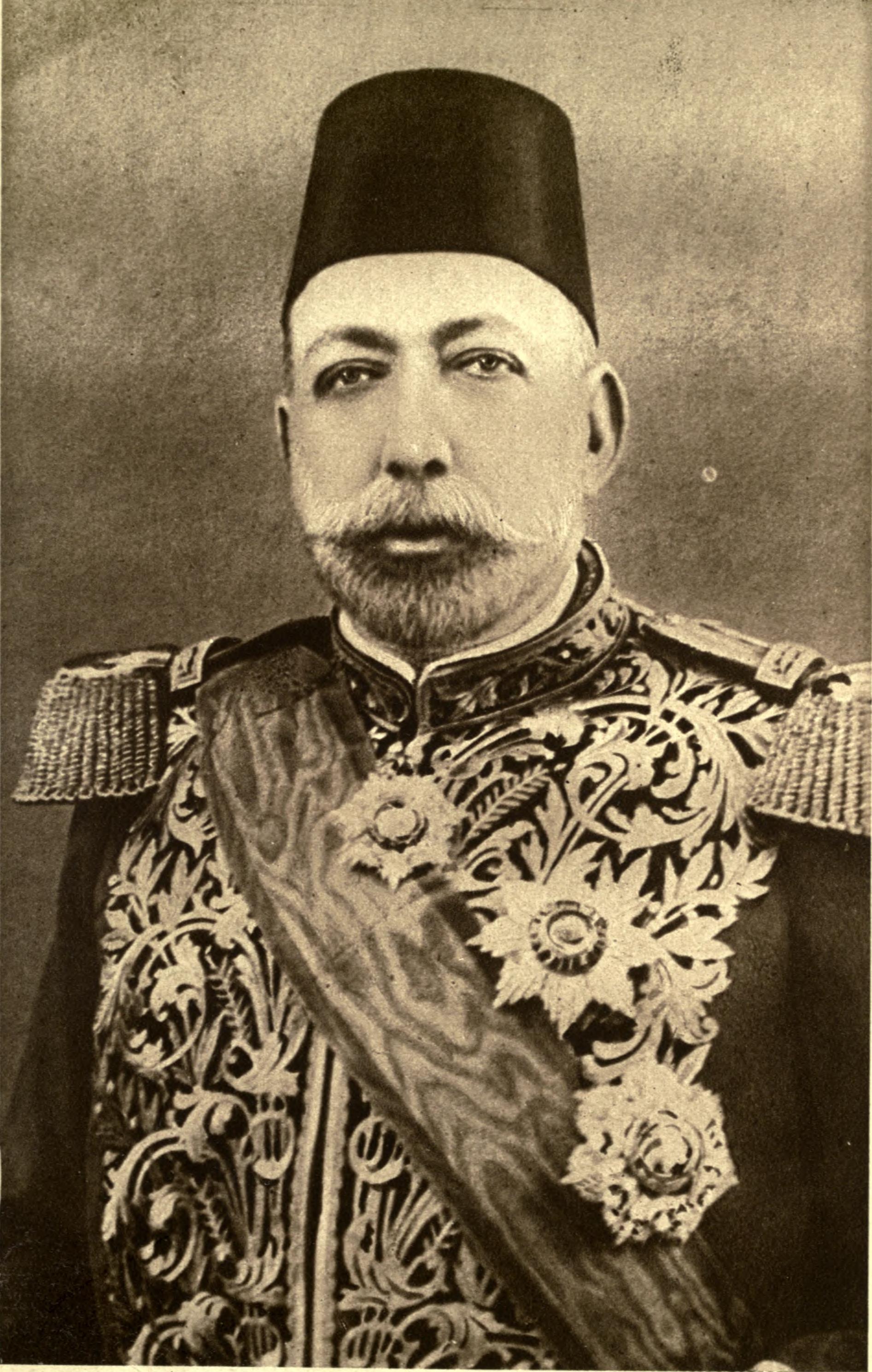
Mehmed V

- 2 tháng 8 năm 1914: Đế chế Ottoman tham gia Thế chiến I, thuộc phe liên minh Trung tâm.
- 1918: Đế quốc Ottoman bại trận. Các hiệp ước hòa bình sau thế chiến I làm đế quốc này tan rã. Các nước phe Entente thắng trận xâm lược Thổ Nhĩ Kỳ.
- 1919 - 1922: Cuộc chiến tranh giành độc lập Thổ Nhĩ Kỳ: Nhân dân Thổ vùng dậy chống lại ách thống trị của Entente.
- 1922: Cách mạng Thổ toàn thắng, phe Entente phải rời bỏ Thổ Nhĩ Kỳ. Đế quốc Ottoman cáo chung, những người cách mạng thành lập nước Cộng hòa Thổ Nhĩ Kỳ.